# Orazio Borgondio
Orazio Borgondio, né à Saiano le 7 octobre 1675 et mort à Rome le 1er mars 1741, est un jésuite et scientifique italien.

## Biographie
Né à Saiano le 7 octobre 1675, il se consacra à l’enseignement des belles-lettres, et surtout des mathématiques ; on le fit depuis conservateur du Musée Kircher, et il mourut recteur du Collège romain, le 1er mars 1741.

## Œuvres
Le P. Roger Joseph Boscovich, qui avait été son disciple, en parle avec éloge dans ses poésies ; on lui doit quelques observations astronomiques rapportées dans le Journal de Trévoux, années 1727 et 1729 ; quelques poésies latines, et un grand nombre d’opuscules mathématiques, dont les principaux sont :
- Motus telluris in orbe annuo ex novis observationibus impugnatus, Rome, 1714, in-4° ;
- Nova hydrometri Idea, ibid., 1717 ;
- Mapparum Constructio in planis sphæram tangentibus, ibid., 1718 ;
- Antliarum leges, ibid., 1722 ;
- Usus normæ in constructione æquationum planarum et solidarum, ibid., 1727 ;
- Telescopium geodeticum, ibid., 1728 ;
- De Cohærentia calculi astronomici cum æquationibus gregorianis, ibid., 1734, in-4°.

Tous ces ouvrages ont échappé aux recherches de Lalande, qui n’en parle point dans sa Biographie astronomique. Burgundio est encore éditeur d’un ouvrage du P. Francesco Maria Grimaldi, jésuite, intitulé : De vita aulica libri duo, 1740.